# Хотел Трансилванија
Хотел Трансилванија (енгл. Hotel Transylvania) амерички је 3Д анимирани филм из 2012. године који су направили Коламбија пикчерс и Сони пикчерс анимејшн. Режисер филма Џенди Тартаковски (у свом режисерском дебију) из сценарија Питера Бајнхем и Роберта Смигел и приче Тода Дарем, Дена Хагмен и Кевина Хагмена, са гласовима који дају Адам Сандлер, Енди Семберг, Селена Гомез, Кевин Џејмс, Френ Дрешер, Стив Бусеми, Моли Шенон, Дејвид Спејд и Си Ло Грин. Филм прича причу о грофу Дракули, оснивачу хотела названог Хотел Трансилванија где се светска чудовишта одмарају од људске цивилизације. Дракула позива неке од најпознатијих чудовишта на сто осамнаести рођендан своје кћерке Мејвис. Када „хотел без људи” одједном посети двадесетједногодишњи путник Џонатан, Дракула мора спасити Мејвис од заљубљивања у њега пре него што чудовишта у хотелу схвате да је човек у замку, што може угрозити будућност хотела и његову каријеру.
Филм је изашао 28. септембра 2012. године, од стране Сони пикчерс рилисинг и сусрео се са помешаним критикама критичара, док га публика схвата задовољавајућим. Зарадио је 358 400 000 долара широм света, у односу на буџет од 85 000 000 долара и добио је номинацију за Златни глобус за најбољи анимирани филм. Представља први филм у истоименој франшизи, док га следи Хотел Трансилванија 2 који се одиграва седам година касније након првог филма, који је изашао 2015. године и трећи филм Хотел Трансилванија 3: Одмор почиње који је изашао 2018. године. Телевизијска серија заснована на филму емитује се од јуна 2017. године на Дизни каналу и фокусира се на тинејџерске године Мејвис и њених пријатеља у Хотелу Трансилванија. Четврти филм је изашао 14. јануара 2022. године.

## Радња
Добро дошли у Хотел Трансилванија, Дракулино ексклузивно одмаралиште са пет звездица, у ком чудовишта и њихове породице могу слободно да живе, јер нема људи да им досађују. Једног посебног викенда, Дракула је позвао неке од најчувенијих светских чудовишта — Франкенштајна и његову младу, Мумију, Невидљивог човека, породицу вукодлака и многе друге – да би прославио 118. рођендан своје кћерке Мејвис. Дракули није проблем да опскрби легендарна чудовишта храном, али његов свет може да се сруши након што обичан момак набаса на хотел и баци око на Мејвис.